# ゲガール・ムサシ
ゲガール・ムサシ（Gegard Mousasi、1985年8月1日 - ）は、オランダの男性総合格闘家。イラン・テヘラン州テヘラン出身。北ホラント州アムステルダム在住。コップスジム所属。元Bellator世界ミドル級王者。元Strikeforce世界ライトヘビー級王者。元DREAMライトヘビー級王者。元DREAMミドル級王者。DREAM二階級制覇王者。

## 概要
ボクシングをバックボーンに持ち、パンチとキックのコンビネーション、打撃を得意とするストライカータイプの選手であるが、レッドデビル・インターナショナルに移籍してからは、寝技の技術も向上し、穴の無いオールラウンダーとなった。ムサシという名前に加えて「MMAルールでも立ち技ルールでも戦える」ということもあって、伝説の二刀流剣士・宮本武蔵にならって「拳豪」「若きバガボンド」とも呼ばれている。UFC、Bellator MMA、Strikeforce、PRIDE、DREAMと多くの総合格闘技メジャー団体への参戦経験を持ち、60戦のキャリアを有する。

## 来歴
アルメニア人の両親が亡命したイランのテヘランで生まれるが、イラン・イラク戦争に遭ったため、4歳の時にオランダ・アムステルダム郊外のライデンへと移住した。
両親の薦めで8歳から柔道を2年間学び、15歳の時にボクシングを学び始める。ボクシング世界王者を目指して本格的に取り組み、2001年にはオランダジュニア王者になり、ナショナルチームメンバーに選出されるなど活躍していた。
しかし、オランダではボクシングよりもキックボクシングの方が盛んで環境も整っていたため、キックボクシングに転向。
その後、レスリングをやっていた兄が総合格闘技に転向したのをきっかけに、兄の薦めで総合格闘技に転向。
副業として用心棒の仕事をしながら、2003年に2 Hot 2 Handleでプロデビュー。
2005年12月2日、DEEP初出場となったDEEP 22 IMPACTで栗原強と対戦し、1R開始10秒に顔面への膝蹴りでKO勝ち。
2006年4月11日、DEEP 24 IMPACTで入江大和と対戦し、マウントパンチによるタオル投入でTKO勝ち。

### PRIDE
2006年6月4日、PRIDE初出場となったPRIDE 武士道 -其の十一-のウェルター級（-83kg）グランプリ1回戦で瀧本誠と対戦。瀧本に腕を極められそうになるも脱出し、バックマウントからのパンチで瀧本の右目を腫れ上がらせ、1Rにドクターストップ勝ち。
2006年8月26日、PRIDE 武士道 -其の十二-の2回戦で郷野聡寛と対戦し、終了間際に腕ひしぎ十字固めで2R一本負け。
2006年11月5日、PRIDE 武士道 -其の十三-のグランプリリザーブマッチでヘクター・ロンバードと対戦し、3-0の判定勝ち。
2006年12月9日、CWFCミドル級王座決定戦でグレゴリー・ブーシェラゲムと対戦し、パウンドで1RTKO勝ちを収め王座獲得に成功した。
2008年2月1日、Hardcore Championship Fightingでエヴァンゲリスタ・サイボーグと対戦し、パウンドで1RTKO勝ち。

### DREAM
2008年4月29日、DREAM初参出場となったDREAM.2のミドル級グランプリ1回戦でデニス・カーンと対戦し、三角絞めで1R一本勝ち。
2008年6月15日、DREAM.4の2回戦でユン・ドンシクと対戦し、3-0の判定勝ち。
2008年9月23日、DREAM.6のミドル級グランプリ準決勝でメルヴィン・マヌーフと対戦。1R早々にテイクダウンを奪い、マウントから反転した際に三角絞めへ移行して一本勝ち。
同日、決勝戦でホナウド・ジャカレイと対戦。序盤にテイクダウンを奪われるも、下からの顔面への蹴り上げで1RTKO勝ち。グランプリ優勝を果たし、初代DREAMミドル級王者に認定された。
2008年12月31日、Dynamite!! 〜勇気のチカラ2008〜でキャリア初のキックボクシングルールを行い、K-1 WGP 2003・2004 準優勝でヘビー級選手の武蔵と対戦。初めてのキック・K-1ルールでしかも階級差が20kg近くあるなど、不利な条件での試合だったが、序盤から武蔵を圧倒し、3度のダウンを奪って1R KO勝ち。
2009年、身体の成長に伴う減量苦により、DREAMミドル級王座を返上。ライトヘビー級に転向した。
2009年5月26日、DREAM.9にて無差別級のスーパーハルクトーナメント1回戦でマーク・ハントと対戦し、自身よりも大柄なハントを物ともせず、ストレートアームバーで1R一本勝ち。
2009年8月15日、主戦場のDREAM経由でStrikeforceに初出場。Strikeforce: Carano vs. CyborgのStrikeforce世界ライトヘビー級タイトルマッチで王者レナート・ババルに挑戦し、パウンドで1RKO勝ちを収め王座獲得に成功した。当初は8月1日のAffliction: Trilogyでババルと対戦予定であったが、大会が消滅し、Strikeforceにスライドされる形となった。
2009年8月28日、M-1 Globalで当時チームメイトだったエメリヤーエンコ・ヒョードルとのエキシビションマッチを行った。
2009年10月6日、DREAM.11の準決勝でソクジュと対戦予定であったが、左肩関節腱板損傷により欠場となった。同年11月7日、Strikeforce: Fedor vs. Rogersでソクジュと改めて対戦し、パウンドで2RTKO勝ちを収めた。
2010年4月17日、Strikeforce: NashvilleのStrikeforce世界ライトヘビー級タイトルマッチで挑戦者のキング・モーと対戦。モーのテイクダウンを切ることができず、0-3の5R判定負け。王座の初防衛に失敗し、王座から陥落した。
2010年7月10日、DREAM.15のライトヘビー級王座挑戦者決定戦でジェイク・オブライエンと対戦し、開始31秒にフロントチョークで一本勝ち。オブライエンはライトヘビー級規定の93kgをオーバーし96kgまでしか落とせず、ファイトマネーの10%没収およびイエローカードが提示された状態での試合開始となった。
2010年9月25日、DREAM.16でDREAMライトヘビー級王座決定戦を行い、メルヴィン・マヌーフを倒して勝ち上がった水野竜也と対戦し、裸絞めで1R一本勝ち。ミドル級王座に続いてライトヘビー級王座の獲得に成功し、DREAM2階級制覇を果たした。
2010年12月31日、Dynamite!! 〜勇気のチカラ2010〜でキックボクシング2戦目を行い、K-1ヘビー級王者の京太郎とK-1ルールで対戦。キック2戦目で相手が7kg以上も階級上の選手であったにもかかわらず、K-1ヘビー級王者から2Rに右フックでダウンを奪い、3-0の判定勝ちを収めた。なお、K-1のベルト挑戦について聞かれたが、「K-1のベルトは格闘技のゴールではない。目標でも無い」と答えた。
2011年4月9日、Strikeforce: Diaz vs. Daleyでキース・ジャーディンと対戦し、1-0の判定ドロー。
2011年7月16日、DREAM JAPAN GP FINALのライトヘビー級タイトルマッチで泉浩と対戦。スタンドの打撃で圧倒し、最後はタオル投入によるTKO勝ちを収め王座の初防衛に成功した。
2011年12月17日、Strikeforce: Melendez vs. Masvidalでオヴィンス・サンプルーと対戦し、3-0の判定勝ちを収めた。
2012年3月、負傷により膝前十字靭帯の手術を行った。
2013年1月12日、Strikeforceの最終興業となったStrikeforce: Marquardt vs. Saffiedineでマイク・カイルと対戦し、リアネイキドチョークで1R一本勝ち。

### UFC
2013年、StrikeforceがUFCに統合され、UFCと契約。同年4月6日、UFC on Fuel TV 9でイリル・ラティフィと対戦し、3-0の判定勝ち。当初はアレクサンダー・グスタフソンと対戦予定であったが、グスタフソンが練習中の顔の怪我で一週間前に欠場。代役にグスタフソンのチームメイトであるラティフィが抜擢された。ムサシも試合前から怪我をしていたことを明かし、試合後に膝の手術を受けている。
2014年2月15日、ミドル級復帰初戦となったUFC Fight Night: Machida vs. Mousasiでミドル級ランキング4位のリョート・マチダと対戦し、0-3の5R判定負け。敗れはしたものの、ファイト・オブ・ザ・ナイトを受賞した。
2014年5月31日、UFC Fight Night: Munoz vs. Mousasiでミドル級ランキング7位のマーク・ムニョスと対戦し、リアネイキドチョークで1R一本勝ち。パフォーマンス・オブ・ザ・ナイトを受賞した。
2014年9月5日、UFC Fight Night: Jacare vs. Mousasiでミドル級ランキング4位のホナウド・ジャカレイと約6年ぶりに再戦し、ギロチンチョークで3R一本負け。リベンジを許した。
2015年1月24日、UFC on FOX 14でミドル級に転向したライトヘビー級ランキング9位のダン・ヘンダーソンとミドル級契約で対戦し、開始1分余りでパウンドでTKO勝ち。パフォーマンス・オブ・ザ・ナイトを受賞した。
2015年5月16日、UFC Fight Night: Edgar vs. Faberでミドル級ランキング12位のコンスタンティノス・フィリッポウと対戦し、3-0の判定勝ち。
2015年5月17日、ブリヂストンとスポンサー契約を結び、ブランドアンバサダーに就任した。
2015年9月27日、UFC Fight Night: Barnett vs. Nelsonでユライア・ホールと対戦。1Rはグラウンドで優勢に試合を進めたが、2R序盤にホールのスピンキックが顔面を直撃し、ぐらついたところに追い討ちの飛び膝蹴りでダウンを奪われ、パウンドで2RTKO負け。キャリア45戦目で初となるTKO負けを喫した。
2016年2月27日、UFC Fight Night: Silva vs. Bispingでミドル級ランキング10位のターレス・レイチと対戦し、3-0の判定勝ち。
2016年7月9日、UFC 200でミドル級ランキング15位のチアゴ・サントスと対戦し、右フックからのパウンドでTKO勝ち。パフォーマンス・オブ・ザ・ナイトを受賞した。
2016年10月8日、UFC 204でミドル級ランキング5位のビクトー・ベウフォートと対戦し、マウントパンチで2RTKO勝ち。
2016年11月19日、UFC Fight Night: Mousasi vs. Hall 2でミドル級ランキング10位のユライア・ホールと再戦し、パウンドで1RTKO勝ちを収め、約1年2か月越しのリベンジを果たした。
2017年4月8日、UFC 210でミドル級ランキング4位の元UFCミドル級王者のクリス・ワイドマンと対戦。2Rにパンチで追い込み、タックルを防いだ後に膝蹴りを当ててワイドマンが崩れ落ちた。しかし、反則である4点ポジションでの膝蹴りと判断されたため中断。その後インスタントリプレイ（ビデオ判定）を確認すると4点ポジションの反則ではなかったため、ムサシのTKO勝ちとなった。
2017年4月、UFCでは元王者を倒して5連勝を収め王座を狙える位置にいたが、「王者が意味の分からない（序列を無視した）試合をやったと思ったら次は階級下の選手と戦う予定となった。本来なら自分はすでにタイトルに挑戦してるはずなんだ。UFCがバカな試合を組んでいるせいでみんな翻弄されている。俺やジャカレイ達何人にも挑戦権があるのに、まだ王者は違う試合の予定が入っていて、自分たちは次の試合をしないといけない。いつまで正しいコンテンダー達に王座戦を待たせるつもりなんだ」などと他のコンテンダー達の気持ちも代弁しつつUFCのマッチメイクの不満を語った。さらにUFCの自身のファイトマネーの安さや待遇の悪さなどへの不満を吐露したのち、UFCを離脱した。

### Bellator
2017年7月10日、Bellatorと契約。2015年頃からすでに日本向けのVTRで「自分とUFCは合わない」などと話していたが、改めて「UFCは工場のようなところ」などと批判した。
2017年10月20日、Bellator 185で元Bellator世界ミドル級王者のアレキサンダー・シュレメンコと対戦。1Rにシュレメンコの左フックを受けて右目が塞がってしまい苦戦を強いられたが、3Rを戦い抜き3-0の判定勝ちを収めた。
2018年5月25日、Bellator 200のBellator世界ミドル級タイトルマッチで王者ハファエル・カルバーリョに挑戦し、パウンドで1RTKO勝ちを収め王座獲得に成功した。
2018年9月29日、Bellator 206のBellator世界ミドル級タイトルマッチで1階級下のBellator世界ウェルター級王者ローリー・マクドナルドの挑戦を受け、2Rにマウントポジションを奪うと、肘打ちとパンチの連打でTKO勝ちを収め、王座の初防衛に成功した。
2019年6月22日、Bellator 223のBellator世界ミドル級タイトルマッチで挑戦者のハファエル・ロバト・ジュニアと対戦し、0-2の5R判定負け。2度目の防衛に失敗し、王座から陥落した。
2019年9月28日、Bellator 228でリョート・マチダと再戦し、僅差で2-1の判定勝ち。約4年半越しのリベンジを果たした。
2020年10月29日、Bellator 250のBellator世界ミドル級王座決定戦でBellator世界ウェルター級王者ドゥグラス・リマと対戦し、3-0の5R判定勝ち。王座再獲得に成功した。
2021年8月13日、Bellator 264のBellator世界ミドル級タイトルマッチでミドル級ランキング1位の挑戦者ジョン・ソルターと対戦し、パウンドで3RTKO勝ち。王座の初防衛に成功した。
2022年2月25日、Bellator 275のBellator世界ミドル級タイトルマッチでミドル級ランキング1位の挑戦者オースティン・ヴァンダーフォードと対戦し、パウンドで1RTKO勝ち。2度目の王座防衛に成功した。
2022年6月24日、Bellator 282のBellator世界ミドル級タイトルマッチでミドル級ランキング1位の挑戦者ジョニー・エブレンと対戦し、0-3の5R判定負け。王座から陥落した。
2023年5月12日、Bellator 296でミドル級ランキング2位のファビアン・エドワーズと対戦し、0-3の5R判定負け。キャリア初の連敗を喫した。
2024年5月23日、あまり利益の上がらないPFL（及びにBellator）が、ムサシと契約しているにもかかわらず（ファイトマネーが高額であることなどから）ムサシを露骨に起用しようとしないため、ムサシがPFLに対して法的処置を取ると話した。ムサシによると何度も出場の話をしたが叶わず、その後PFLと連絡が取れなくなったという。また、PFLの役員（元Bellatorの幹部コーガン）に「君は稼ぎすぎだ」と言われていたことも明かした。ムサシは、「彼らはこちらからの電話にも出ようとしない。俺は軽蔑されているのだろう。奴らは必要のないファイターには試合をさせないんだ。だからもうすぐ法的処置を取ると思う。そもそも選手を戦わせる資金すら無いのに、なんでBellatorを買ったのか理解出来ない。笑えないよ。PFLは最悪の団体だ。今まで戦ってきた団体の中でも最低の団体だ。」とPFLを避難した。
2024年5月24日、そのニュースが出た翌日に、ムサシに対して動きのなかったPFL（及びにBellator）が、ムサシとの契約を解消した。

## 人物・エピソード
- リングネームについては、本人曰く「アルメニアでの名前はモサシアンだったので、オランダに移った時に読みやすくするために、縮めてムサシに変えた」という[25]。
- PRIDE武士道に初出場が決定した際に、フジテレビのスポーツ番組『すぽると!』がゲガール・ムサシに『倒せる方のムサシ』というキャッチコピーを付けて紹介した。これは当時全試合をKO・一本勝利しているムサシと、KO率の低いK-1ファイターの武蔵のことを対比・揶揄して付けられた[26]。
- 20歳の大学生の時にPRIDEと契約して大舞台デビューしたが、試合中もインタビューを受ける時も落ち着いた物腰であることで知られている。
- 石井慧はチームメイトであったムサシにあやかり、自身の息子の名前を「孟沙孜（むさし）」と命名している[27]。
- オランダの元ボクシングアマチュア王者であったムサシは2012年のロンドンオリンピックにボクシングでの出場資格取得を目指し代表チームにも参加するが、手術を受けるほどの前十字靭帯の怪我と重なり断念した[28][15]。

## 戦績

### 総合格闘技
| 総合格闘技 戦績 | 総合格闘技 戦績 | 総合格闘技 戦績 | 総合格闘技 戦績 | 総合格闘技 戦績 | 総合格闘技 戦績 | 総合格闘技 戦績 |
| --------------- | --------------- | --------------- | --------------- | --------------- | --------------- | --------------- |
| 60 試合         | (T)KO           | 一本            | 判定            | その他          | 引き分け        | 無効試合        |
| 49 勝           | 28              | 12              | 9               | 0               | 2               | 0               |
| 9 敗            | 1               | 3               | 5               | 0               | 2               | 0               |

| 勝敗 | 対戦相手                         | 試合結果                                  | 大会名                                                                                            | 開催年月日     |
| ×    | ファビアン・エドワーズ           | 5分5R終了 判定0-3                         | Bellator 296: Mousasi vs. Edwards                                                                 | 2023年5月12日  |
| ×    | ジョニー・エブレン               | 5分5R終了 判定0-3                         | Bellator 282: Mousasi vs. Eblen 【Bellator世界ミドル級タイトルマッチ】                            | 2022年6月24日  |
| ○    | オースティン・ヴァンダーフォード | 1R 1:25 TKO（パウンド）                   | Bellator 275: Mousasi vs. Vanderford 【Bellator世界ミドル級タイトルマッチ】                       | 2022年2月25日  |
| ○    | ジョン・ソルター                 | 3R 2:07 TKO（パウンド）                   | Bellator 264: Mousasi vs. Salter 【Bellator世界ミドル級タイトルマッチ】                           | 2021年8月13日  |
| ○    | ドゥグラス・リマ                 | 5分5R終了 判定3-0                         | Bellator 250: Mousasi vs. Lima 【Bellator世界ミドル級王座決定戦】                                 | 2020年10月29日 |
| ○    | リョート・マチダ                 | 5分3R終了 判定2-1                         | Bellator 228: Pitbull vs. Archuleta                                                               | 2019年9月28日  |
| ×    | ハファエル・ロバト・ジュニア     | 5分5R終了 判定0-2                         | Bellator 223: Mousasi vs. Lovato Jr. 【Bellator世界ミドル級タイトルマッチ】                       | 2019年6月22日  |
| ○    | ローリー・マクドナルド           | 2R 3:23 TKO（パウンド）                   | Bellator 206: Mousasi vs. Macdonald 【Bellator世界ミドル級タイトルマッチ】                        | 2018年9月29日  |
| ○    | ハファエル・カルバーリョ         | 1R 3:35 TKO（パウンド）                   | Bellator 200: Carvalho vs. Mousasi 【Bellator世界ミドル級タイトルマッチ】                         | 2018年5月25日  |
| ○    | アレキサンダー・シュレメンコ     | 5分3R終了 判定3-0                         | Bellator 185: Mousasi vs. Shlemenko                                                               | 2017年10月20日 |
| ○    | クリス・ワイドマン               | 2R 3:31 TKO（膝蹴り連打）                 | UFC 210: Cormier vs. Johnson 2                                                                    | 2017年4月8日   |
| ○    | ユライア・ホール                 | 1R 4:37 TKO（パウンド）                   | UFC Fight Night: Mousasi vs. Hall 2                                                               | 2016年11月19日 |
| ○    | ビクトー・ベウフォート           | 2R 2:43 TKO（マウントパンチ）             | UFC 204: Bisping vs. Henderson 2                                                                  | 2016年10月8日  |
| ○    | チアゴ・サントス                 | 1R 4:32 TKO（右フック→パウンド）          | UFC 200: Tate vs. Nunes                                                                           | 2016年7月9日   |
| ○    | ターレス・レイチ                 | 5分3R終了 判定3-0                         | UFC Fight Night: Silva vs. Bisping                                                                | 2016年2月27日  |
| ×    | ユライア・ホール                 | 2R 0:25 TKO（跳び膝蹴り→パウンド）        | UFC Fight Night: Barnett vs. Nelson                                                               | 2015年9月27日  |
| ○    | コスタ・フィリッポウ             | 5分3R終了 判定3-0                         | UFC Fight Night: Edgar vs. Faber                                                                  | 2015年5月16日  |
| ○    | ダン・ヘンダーソン               | 1R 1:10 TKO（右フック→パウンド）          | UFC on FOX 14: Gustafsson vs. Johnson                                                             | 2015年1月24日  |
| ×    | ホナウド・ジャカレイ             | 3R 4:30 ギロチンチョーク                  | UFC Fight Night: Jacare vs. Mousasi                                                               | 2014年9月5日   |
| ○    | マーク・ムニョス                 | 1R 3:57 リアネイキドチョーク              | UFC Fight Night: Munoz vs. Mousasi                                                                | 2014年5月31日  |
| ×    | リョート・マチダ                 | 5分5R終了 判定0-3                         | UFC Fight Night: Machida vs. Mousasi                                                              | 2014年2月15日  |
| ○    | イリル・ラティフィ               | 5分3R終了 判定3-0                         | UFC on Fuel TV 9: Mousasi vs. Latifi                                                              | 2013年4月6日   |
| ○    | マイク・カイル                   | 1R 4:09 リアネイキドチョーク              | Strikeforce: Marquardt vs. Saffiedine                                                             | 2013年1月12日  |
| ○    | オヴィンス・サンプルー           | 5分3R終了 判定3-0                         | Strikeforce: Melendez vs. Masvidal                                                                | 2011年12月17日 |
| ○    | 泉浩                             | 1R 3:29 TKO（タオル投入）                 | DREAM JAPAN GP FINAL -2011バンタム級日本トーナメント決勝戦- 【DREAMライトヘビー級タイトルマッチ】 | 2011年7月16日  |
| △    | キース・ジャーディン             | 5分3R終了 判定1-0                         | Strikeforce: Diaz vs. Daley                                                                       | 2011年4月9日   |
| ○    | 水野竜也                         | 1R 6:10 裸絞め                            | DREAM.16 【DREAMライトヘビー級王座決定戦】                                                        | 2010年9月25日  |
| ○    | ジェイク・オブライエン           | 1R 0:31 フロントチョーク                  | DREAM.15 【DREAMライトヘビー級王座挑戦者決定戦】                                                  | 2010年7月10日  |
| ×    | キング・モー                     | 5分5R終了 判定0-3                         | Strikeforce: Nashville 【Strikeforce世界ライトヘビー級タイトルマッチ】                            | 2010年4月17日  |
| ○    | ゲーリー・グッドリッジ           | 1R 1:34 TKO（パウンド）                   | Dynamite!! 〜勇気のチカラ2009〜                                                                   | 2009年12月31日 |
| ○    | ソクジュ                         | 2R 3:43 TKO（パウンド）                   | Strikeforce: Fedor vs. Rogers                                                                     | 2009年11月7日  |
| ○    | レナート・ババル                 | 1R 1:00 KO（パウンド）                    | Strikeforce: Carano vs. Cyborg 【Strikeforce世界ライトヘビー級タイトルマッチ】                    | 2009年8月15日  |
| ○    | マーク・ハント                   | 1R 1:19 アームバー                        | DREAM.9 フェザー級グランプリ2009 2nd ROUND 【スーパーハルクトーナメント 1回戦】                   | 2009年5月26日  |
| ○    | ホナウド・ジャカレイ             | 1R 2:15 TKO（蹴り上げ）                   | DREAM.6 ミドル級グランプリ2008 決勝戦 【ミドル級グランプリ 決勝】                                 | 2008年9月23日  |
| ○    | メルヴィン・マヌーフ             | 1R 1:28 三角絞め                          | DREAM.6 ミドル級グランプリ2008 決勝戦 【ミドル級グランプリ 準決勝】                               | 2008年9月23日  |
| ○    | ユン・ドンシク                   | 2R（10分/5分）終了 判定3-0                | DREAM.4 ミドル級グランプリ2008 2nd ROUND 【ミドル級グランプリ 2回戦】                             | 2008年6月15日  |
| ○    | デニス・カーン                   | 1R 3:10 三角絞め                          | DREAM.2 ミドル級グランプリ2008 開幕戦 【ミドル級グランプリ 1回戦】                                | 2008年4月29日  |
| ○    | スティーブ・メンシン             | 1R 2:44 TKO（パウンド）                   | M-1: Slamm                                                                                        | 2008年3月2日   |
| ○    | エヴァンゲリスタ・サイボーグ     | 1R 3:42 TKO（パウンド）                   | HCF: Destiny                                                                                      | 2008年2月1日   |
| ○    | ダミール・ミレニッチ             | 1R 4:46 TKO（パウンド）                   | HCF: Title Wave                                                                                   | 2007年10月19日 |
| ○    | ケイシー・ウスコーラ             | 1R 4:56 TKO（パンチ連打）                 | BodogFight: Vancouver                                                                             | 2007年8月25日  |
| ○    | アレクサンドル・ココエフ         | 2R 肩固め                                 | M-1 MFC: Battle on the Neva                                                                       | 2007年7月21日  |
| ○    | グレゴリー・ブーシェラゲム       | 1R 2:20 TKO（パウンド）                   | Cage Warriors: Enter The Rough House 【CWFCミドル級王座決定戦】                                   | 2006年12月9日  |
| ○    | ヘクター・ロンバード             | 2R（10分/5分）終了 判定3-0                | PRIDE 武士道 -其の十三- 【ウェルター級グランプリ リザーブマッチ】                                 | 2006年11月5日  |
| ×    | 郷野聡寛                         | 2R 4:17 腕ひしぎ十字固め                  | PRIDE 武士道 -其の十二- 【ウェルター級グランプリ 2回戦】                                          | 2006年8月26日  |
| ○    | 瀧本誠                           | 1R 5:36 TKO（ドクターストップ：右目負傷） | PRIDE 武士道 -其の十一- 【ウェルター級グランプリ 1回戦】                                          | 2006年6月4日   |
| ○    | 入江大和                         | 2R 1:29 TKO（タオル投入）                 | DEEP 24 IMPACT                                                                                    | 2006年4月11日  |
| ○    | サンジン・カドゥンク             | 1R 0:35 TKO（パンチ連打）                 | Future Battle                                                                                     | 2006年3月5日   |
| ○    | アンドレ・フェイエート           | 1R TKO（パンチ連打）                      | 2H2H: Mixed Fight                                                                                 | 2005年12月17日 |
| ○    | 栗原強                           | 1R 0:10 KO（膝蹴り）                      | DEEP 22 IMPACT                                                                                    | 2005年12月2日  |
| ○    | ステファン・クレバー             | 1R 3:39 TKO（パウンド）                   | Bushido Europe: Rotterdam Rumble                                                                  | 2005年10月9日  |
| ○    | チコ・マルティネス               | 1R 4:39 チョークスリーパー                | Jaap Edenhal: Holland vs. Russia                                                                  | 2005年4月24日  |
| ○    | ジョン・ドネリー                 | 1R 腕ひしぎ十字固め                       | Rings: Bushido Ireland                                                                            | 2005年3月12日  |
| ×    | ペトラス・モリカビュチス         | 2R 1:49 腕ひしぎ十字固め                  | Fight Festival 13                                                                                 | 2005年2月28日  |
| ○    | エリック・オガノフ               | 1R 2:16 チョークスリーパー                | M-1 MFC: International Fight Night                                                                | 2005年2月5日   |
| ○    | ロディ・トロスト                 | 1R 3:18 TKO（パンチ連打）                 | IMA: Mix Fight                                                                                    | 2004年12月19日 |
| ○    | ニコ・プハッカ                   | 2R 2:17 チョークスリーパー                | Fight Festival 11                                                                                 | 2004年9月11日  |
| △    | ギルソン・フェレイラ             | 5分2R終了 ドロー                          | Together Productions: Fight Gala                                                                  | 2003年11月15日 |
| ○    | ザンダー・ネル                   | 1R 1:05 TKO（スタンドパンチ連打）         | IMA: Mixfight Gala                                                                                | 2003年10月12日 |
| ○    | ダニエル・スペック               | 1R 3:40 TKO（パンチ連打）                 | 2H2H: 1st Open Team Mixfight Championships                                                        | 2003年4月27日  |

### キックボクシング
| キックボクシング 戦績 | キックボクシング 戦績 | キックボクシング 戦績 | キックボクシング 戦績 | キックボクシング 戦績 | キックボクシング 戦績 | キックボクシング 戦績 |
| --------------------- | --------------------- | --------------------- | --------------------- | --------------------- | --------------------- | --------------------- |
| 5 試合                | (T)KO                 | 判定                  | その他                | 引き分け              | 無効試合              |                       |
| 5 勝                  | 3                     | 2                     | 0                     | 0                     | 0                     |                       |
| 0 敗                  | 0                     | 0                     | 0                     | 0                     | 0                     |                       |

| 勝敗 | 対戦相手           | 試合結果                              | 大会名                          | 開催年月日     |
| ○    | 京太郎             | 3R終了 判定3-0                        | Dynamite!! 〜勇気のチカラ2010〜 | 2010年12月31日 |
| ○    | 武蔵               | 1R 2:32 KO（3ノックダウン：右フック） | Dynamite!! 〜勇気のチカラ2008〜 | 2008年12月31日 |
| ○    | Enrico Grootenhuis | 1R 0:35 KO                            | Muay Thai & Mixfight Gala       | 2004年10月16日 |
| ○    | Arno Hilckmann     | 3R終了 判定3-0                        | Muay Thai Gala                  | 2004年1月25日  |
| ○    | Surinder Baghola   | 1R 1:04 TKO                           | Muay Thai Warrior               | 2004年10月16日 |

## 獲得タイトル
- ボクシング オランダアマチュア王者（2001年）
- 第3代CWFCミドル級王座（2006年）
- DREAMミドル級グランプリ2008 優勝（2008年）
- 初代DREAMミドル級王座（2008年）
- 第3代Strikeforce世界ライトヘビー級王座（2009年）
- 初代DREAMライトヘビー級王座（2010年）
- 第5代Bellator世界ミドル級王座（2018年）
- 第7代Bellator世界ミドル級王座（2020年）

## 表彰
- 柔道 黒帯
- UFC ファイト・オブ・ザ・ナイト（1回）
- UFC パフォーマンス・オブ・ザ・ナイト（3回）